# Symfonie č. 7 (Šostakovič)
Symfonie č. 7 C Dur, op. 60, sovětského hudebního skladatele Dmitrije Šostakoviče (často nazývaná též Leningradská) je jedna z nejsymboličtějších a nejslavnějších kompozic 20. století.
Byla dokončena 27. prosince 1941 a její provedení trvá asi hodinu a čtvrt. Okamžitě se stala symbolem boje proti fašismu a byla velmi populární jak v Sovětském svazu, tak i ve Spojených státech, což symbolicky vyjadřovalo rusko-americké spojenectví v boji proti hitlerovskému Německu.

## Historické okolnosti vzniku
V roce 1941, krátce po zahájení útoku na tehdejší Sovětský svaz, se německá vojska přiblížila k Leningradu (dnešní Petrohrad), který neprodyšně obklíčila. Šostakovič měl být jako většina významných osobností z města evakuován, ale na svou žádost zůstal a v obléhaném městě začal komponovat svou už sedmou symfonii. Šostakovičova práce byla celou zemí sledována, sám skladatel informoval v pravidelných rozhlasových vystoupeních o postupu své práce. I když byla symfonie provedena o něco dříve ve Spojených státech, kde ji řídil slavný dirigent Arturo Toscanini, za skutečnou premiéru se považuje uvedení symfonie 9. srpna 1942 v samotném Leningradě. Pro toto provedení byli hudebníci sháněni z nejrůznějších míst, někteří byli staženi i z válečné fronty. Rozhlasový přenos znamenal velkou morální podporu nejen obléhanému městu, ale i celé zemi.
| „                                            | Svou Sedmou symfonii bych chtěl věnovat našemu boji proti fašismu, našemu nevyhnutelnému vítězství nad nepřítelem a svému rodnému městu Leningradu... | “ |
| — Šostakovič 29. března 1942 v deníku Pravda | |   |

„Hudba monumentálního díla je poměrně prostá, skladateli šlo v dané situaci jistě o to, oslovit co nejširší okruh posluchačů. Navenek dodržuje obvyklé čtyřvěté schéma. Okolnosti vzniku skladby líčí nejvýrazněji velká epizoda uprostřed 1. věty: nad zvukem opakujícího se rytmu bubínku je třináctkrát beze změny opakováno v postupné zvukové gradaci téma, což má znázorňovat zemi zaplavující armádu. Následující epizoda se sólem fagotu líčí válkou poničenou zemi. Jinak je na řadě míst vyznění symfonie překvapivě lyrické. Tato místa působí buďto jako snové vize, anebo jako bolestné vzpomínky na dobu míru.”